# Монастир святого Вікентія (Львів)
Монастир святого Вінкентія — жіночий греко-католицький монастир Згромадження Сестер Милосердя святого Вінкентія у Львові.
Головна будівля розміщена на вулиці Сельських, 14. Монастирська церква по вулиці Залізняка, 11 спочатку була прикрашена іконостасом роботи художниці Іванни Димид-Крип'якевич, однак через несприйняття конкретного стилю мистецтва прихожанами, цей іконостас був демонтований. 11 лютого 1999 р. у храмі встановлено дерев'яний іконостас роботи львівських майстрів різьблення — Дем'янчуків. 
Упродовж 2003 року талановиті художники й іконописці Святослав Владика й Данило Турецький прикрасили храм чудовим розписом у сучасному стилі церковного мистецтва.